# Русланова Ніна Іванівна
Ні́на Іва́нівна Русла́нова (рос. Нина Ивановна Русланова; 5 грудня 1945, Богодухів, Харківська область, Українська РСР, СРСР — 21 листопада 2021, Москва, Росія) — радянська і російська акторка театру та кіно. Заслужена артистка РРФСР (1982). Народна артистка Росії (1998).

## Біографія
У грудному віці була знайдена у Богодухові Харківської області та передана в дитячий будинок, де і виросла. Там же отримала умовні прізвище, по батькові та дату народження.
Після закінчення будівельного училища, почала свій трудовий шлях маляром. У 1963 році вступила до Харківського театрального інституту. Але недовго провчившись, поїхала до Москви і вступила до Театрального училища ім. Б. Щукіна, яке закінчила у 1969 році.
Працювала близько 15 років у театрі ім. Є. Вахтангова, у 1985—1988 рр. — в Театрі ім. В. Маяковського.
З 1988 року — акторка кіностудії ім. М. Горького.
У 1967 році, будучи студенткою другого курсу, дебютувала як кіноакторка в картині Кіри Муратової «Короткі зустрічі» (Надя). З Кірою Муратовою акторка співпрацює багато років, знялася у ряді її картин.
Популярність акторці принесли також ролі у фільмах: «Циган» (1979, реж. О. Бланк), «Не стріляйте в білих лебедів» (1980, реж. Р. Нахапетов), «Мій друг Іван Лапшин» (1984, реж. О. Герман), «Собаче серце» (1988, реж. В. Бортко), «Хрустальов, машину!» (1998, реж. О. Герман), «Зимова вишня» — «Зимова вишня 2» — «Зимова вишня 3» (реж. І. Масленников), «Настроювач» (2004, реж. К. Муратова) тощо.
Всього у кіно, фільмах-спектаклях і телесеріалах зіграно більше 160 різнопланових ролей. Яскрава характерна та комедійна акторка. Її таланту підвладні глибокі психологічні ролі.
Працювала над озвучуванням мультфільмів.
Померла 21 листопада 2021 року на 76-му році життя у Москві після тривалої хвороби на фоні коронавірусної інфекції.

## Фестивалі та премії[4]
- 1986 — Державна премія РРФСР імені братів Васильєвих («Мій друг Іван Лапшин» 1984)
- 1987 — Кінопремія «Ніка» у номінації за найкращу жіночу роль у фільмах «Короткі зустрічі», «Знак біди» і «Завтра була війна»[5]
- 1988 — Золота медаль ім. О. Довженка («Знак біди» 1986)
- 1988 — Державна премія Білоруської РСР за фільм «Знак біди»
- 1989 — Кінопремія «Ніка» у номінації за найкращу жіночу роль другого плану («Смиренне кладовище» 1989)[6]
- 2004 — Кінопремія «Ніка» у номінації за найкращу жіночу роль другого плану («Настроювач» 2004)[7]
- 2005 — Кінопремія «Золотий орел» у номінації за найкращу жіночу роль другого плану («Настроювач» 2004)
- 2010 — Кінопремія «Ніка» у номінації за найкращу жіночу роль («Китайська бабуся» 2009)[8]

## Фільмографія
- 1967 — Повернення (к/м) — наречена
- 1969 — Її ім'я — Весна — Віра
- 1969 — А ви, товаришу? (фільм-спектакль) — дівчина
- 1969 — Едгар одружується (фільм-спектакль) — Флорестіна
- 1969 — П'ятий день осінньої виставки (к/м) — Клавдюха
- 1970 — Драма на полюванні — Тіна, циганка з хору
- 1971 — Тіні зникають опівдні — Марья Воронова
- 1971 — Єгор Буличов та інші — Глафіра, покоївка
- 1973 — Безстрашний отаман — Меланія, мати Сьомки
- 1973 — До нових зустрічей! (фільм-спектакль) — Людмила Іванова (Люся)
- 1973 — Друзі мої… (кіноальманах, «Тихохід», 2-га новела) — Зіна, буфетниця
- 1973 — Пам'ять серця (фільм-спектакль) — епізод
- 1974 — Ще можна встигнути — дівчина з будівництва
- 1975 — Афоня — Тамара
- 1976 — Псевдонім: Лукач
- 1977 — Міщанин у дворянстві (фільм-спектакль) — Ніколь
- 1978 — Подружжя Орлових — Матрона Орлова
- 1979 — Рідна справа — Маруся
- 1979 — Пізнаючи білий світ — Люба
- 1980 — Не стріляйте в білих лебедів — Харитина Макарівна, дружина Полушкіна
- 1980 — І вічний бій... З життя Олександра Блока — Катя
- 1980 — Особистої безпеки не гарантую... — Степанида, дружина Степана
- 1981 — Будьте моїм чоловіком — Альбіна Петрівна
- 1981 — «Елія Ісаакович і Маргарита Прокопівна» (к/м) — Маргарита Прокопівна, повія
- 1981 — Два рядки дрібним шрифтом — Світлана
- 1981 — Зал очікування (фільм-спектакль) — Валя
- 1981 — Лісовик (фільм-спектакль) — Юля
- 1982 — Сльози крапали — Діна, подруга дружини Васіна
- 1982 — Бережіть чоловіків! — Марфа
- 1982 — Дихання грози — Параска
- 1982 — Купальська ніч — Паланея, мати Зоськи
- 1982 — Зупинився поїзд — Марія Гнатівна
- 1982 — Знайти і знешкодити — Нюра
- 1983 — Унікум
- 1983 — Двічі народжений — мати Андрія
- 1984 — Дуже важлива персона — Галина
- 1984 — Мій друг Іван Лапшин — Наташа Адашова
- 1984 — Зудов, ви звільнені! — Катерина, дружина Микити Зудов
- 1985 — Не ходіть, дівчата, заміж — Анісья Іллівна
- 1985 — Повернення Будулая (4 серія) — Катерина
- 1985 — Зимова вишня — Лариса
- 1985 — Дикий хміль — Євдокія Тах, працівниця фабрики
- 1985 — Прийдешньому віку — Марія Семенівна
- 1985 — Валентин і Валентина — мати Валентина
- 1985 — Ось моє село...
- 1986 — Кін-дза-дза! — Галина Борисівна (в титрах не зазначена)
- 1986 — Знак біди — Степанида Богатька
- 1986 — При відчинених дверях — Зінаїда Іванівна
- 1986 — За Ветлугою-рікою — Ксенія
- 1987 — Одного разу збрехавши...
- 1987 — Забави молодих — Віра Семенівна
- 1987 — Завтра була війна — мати Іскри
- 1987 — Наприкінці ночі — Настя
- 1987 — Вона з мітлою, він в чорному капелюсі — Василиса, дружина письменника-казкаря
- 1988 — Собаче серце — Дар'я Петрівна
- 1988 — Хліб — іменник — Фрося-Вишенка
- 1988 — Сім днів Надії — Парасковія Василівна Голубєва
- 1988 — Чорний чернець — епізод
- 1989 — Це було біля моря — Зоя Григорівна
- 1989 — Руанська діва на прізвисько Пампушка — бюргерша
- 1989 — Гальмування в небесах — Валентина Лалітіна, режисер програми «Час»
- 1989—1990 — Світ в іншому вимірі — Марта Казимирівна, інспектор дитячих будинків (1989, «Казенний будинок». Фільм № 1), Валентина Петрівна Кадкіна (1990, «Зона — світ в іншому вимірі, спецінтернат». Фільм № 2)
- 1990 — Автостоп — Настя
- 1990 — Зимова вишня 2 — Лариса
- 1990 — Час, що канув — Олена
- 1990 — Захочу — полюблю — Аріадна Яківна

мати Наталії та Лідії
- 1990 — Аферисти — Саввишна
- 1990 — Стерв'ятники на дорогах — Рита, дорожня пові
- 1991 — Афганський злам — Тетяна
- 1991 — Небеса обітовані — тітка Жанни
- 1991 — По Таганці ходять танки — продавчиня в продуктовому магазині
- 1991 — Не питай мене ні про що
- 1991 — Гумова жінка — кооператорка
- 1991 — Поки грім не вдарить — Валентина
- 1991 — Мігранти — мати Павла
- 1992 — Ка-ка-ду — гостя
- 1992 — Пустельга (Казахстан—Росія) — мати
- 1992 — Доброї ночі! — Маргарита Миколаївна, колега Роми
- 1992 — Великий капкан, або Соло для кішки при повному Місяці — Муся
- 1992 — Російські брати — Марфуша
- 1993 — Гріх. Історія пристрасті — церковна староста
- 1993 — Не стріляйте у пасажира! — мати Романа
- 1993 — Про бізнесмена Хому — Клава Дракіна
- 1994 — Я вільний, я нічий — Олександра Василівна («Ніка»—1994: номінація на найкращу жіночу роль[9])
- 1994—1997 — Дрібниці життя (т/с) — Наталія Євдокимівна
- 1995 — Бульварний роман — Олександра Михайлівна
- 1995 — Зимова вишня 3 — Лариса
- 1995 — Операція Юхима П'яних (к/м) — дружина Юхима
- 1997 — Цирк згорів, і клоуни розбіглися — Тома
- 1997 — Бідна Саша — Галя, дружина Березкіна
- 1998 — Мамо, не горюй — теща Морячка
- 1998 — Хрустальов, машину! — дружина генерала
- 1998 — Святий і грішний — Дружина Тудишкіна
- 2000 — Марш Турецького (т/с) — Олександра Романова, Олександра Романова, полковник — генерал-майор міліції; начальник МУРа
- 2000 — Гра в кохання — Тамара Павлівна Кузнєцова
- 2000—2003 — Таємниці палацових переворотів (т/с) — Анна Іоанівна (перед сходженням на престол)
- 2001 — Іван-дурень — мати Івана
- 2001 — Мамука
- 2003 — Дільниця (т/с) — Марія Антонівна Липкіна, заслужений хімік
- 2003 — Француз — мати Анни
- 2003 — Дні ангела — Ірина Мамрова (Мамриня)
- 2004 — Рік коня: Сузір'я Скорпіона — Серафима Іллівна
- 2004 — Карусель — баба Шура
- 2004–2005 — Моя прекрасна нянька (т/с) — тітка Фая
- 2004 — рос. Наваждение — мати Віктора
- 2004 — Самара-містечко — Валентина Іванівна, мати Варвари
- 2005 — Мамо, не горюй 2
- 2005 — Лебединий рай (т/с) — Михайлівна
- 2005 — Гра слів. Перекладачка олігарха — Ніна Іванівна
- 2005 — Перший після Бога — завідувачка їдальні
- 2005 — Вбивча сила 6 (т/с) — Володіна
- 2006 — Дев'ять місяців (т/с) — свекруха Тасі
- 2006 — Віола Тараканова 3 (т/с) — Елен Кухмістрова, модельєр
- 2006 — Зачарована ділянка (т/с) — Марія Антонівна Липкіна
- 2006 — Кінофестиваль, або Портвейн Ейзенштейна — голова Держкіно
- 2006 — Слабкості сильної жінки (т/с) — мама Женьки
- 2007 — Шляховики (т/с) — Тамара Петрівна, провідниця
- 2007 — Уся така раптова («Чуття журналіста», 22-га серія) (т/с) — Тетяна
- 2007 — Ванечка — представник органів опіки
- 2007—2008 — Татусеві доньки (т/с) — бабуся Ніна, мати Сергія Васнецова
- 2007 — В очікуванні дива — Валентина Петрівна, двірничка
- 2007 — Іронія долі. Продовження — сусідка на даху
- 2007 — Батько — Анюта
- 2007 — Людина без пістолета — консьєржка
- 2008 — Акме — мати Галини
- 2008 — Хлопчики-дівчатка — Поліна Федорівна, бабуся Діми
- 2008 — Ніч бійця — Віра Петрівна, бабуся Лізи
- 2009 — Золото скіфів (т/с) — баба Ната
- 2009 — Китайська бабуся (т/с) — Мила
- 2009 — Терористка Іванова (т/с) — Ніна
- 2009 — Тітка Клава фон Геттен — тітка Клавдія Петрівна фон Геттен
- 2009 — Дільнична (т/с) — Зінаїда Савельївна Жуєва, активістка району
- 2010 — Будинок сонця — баба Оля
- 2010 — Шляховики 2 (т/с) — Тамара Петрівна, провідниця
- 2010 — Про що говорять чоловіки — адміністратор готелю «Уют» селища Бельдяжки
- 2010 — Знайди мене — Варя, двірничка у парку
- 2010 — Партизани — Салтичиха
- 2011 — Жила-була одна баба — Крячиха
- 2011 — Мисливці за діамантами (т/с) — Серафима Андріївна, хатня робітниця в будинку Толстої
- 2011 — Товариші поліцейські (т/с) — Валентина Федорівна Рєпнікова, мати Артема
- 2011 — Огіркове кохання — Клавдія Степанівна Глиба, сільська провісниця
- 2012 — Мами (фільм-альманах, новела «Мамо, поклади гроші»)
- 2012 — Шляховики 3 (т/с) — Тамара Петрівна, провідниця
- 2012 — Москва 2017 (США—Росія) — жінка в натовпі
- 2013 — Зозулька (т/с) — баба Люба
- 2014 — Вій (Велика Британія, Німеччина, Росія, Україна, Чехія) — дружина Явтуха
- та інші...

### Роботи на українських кіностудіях
- 1967 — «Короткі зустрічі» (домробітниця Надя) — фільм реж. Кіри Муратової, Одеська кіностудія
- 1968 — «Випадок зі слідчої практики» (Тоня) — Одеська кіностудія, реж. Л. Агранович
- 1971 — «Друге дихання» (Надія) — к/ст. ім. О. Довженка, реж. І. Шмарук
- 1974 — «Контрабанда» (офіціантка Лера) — Одеська кіностудія, реж. С. Говорухін
- 1979 — «Циган» (т/ф, 4 с, Катя) — Одеська кіностудія, реж. О. Бланк
- 1980 — «Зустріч» (к/м, Анна; новела з кіноальманаху «Молодість». Випуск 3-й) — «Мосфільм» і Кіностудія ім. О. Довженка (за участю), реж. О. Ітигілов; картина удостоєна Головного призу МКФ короткометражних фільмів у Ліллі—80[10])
- 1980 — «Що там, за поворотом?» (Харитина Макарівна, дружина Полушкіна) — Одеська кіностудія, реж. М. Толмачов
- 1981 — «Куди він дінеться!» (Катерина Гребенько, бригадир) — Одеська кіностудія, реж. Г. Юнгвальд-Хількевич
- 1983 — «Серед сірого каміння» — Одеська кіностудія, реж. К. Муратова
- 1986 — «Дивовижна знахідка, або Самі звичайні чудеса» (тітка Марина) — Одеська кіностудія, реж. М. Толмачов
- 1989 — «Смиренне кладовище» (Валька) — к\ст.ім. О. Довженка, реж. О. Ітигілов
- 1990 — «Гамбрінус» (мадам Іванова) — Одеська кіностудія, реж. Д. Месхієв
- 1992 — «Панове артисти» (Глафіра Кіровна) — Ялтинська кіностудія художніх фільмів, реж. В. Панін
- 2002 — «Чеховські мотиви» — кіностудія «Нікола-фільм» (Росія) і Одеська кіностудія, реж. К. Муратова
- 2004 — «Настроювач» (Люба) — Одеська кіностудія, реж. К. Муратова
- 2004 — «Довідка» (к/м, медсестра Люба) — Одеська кіностудія, реж. К. Муратова
- 2007 — «Два в одному» (робітниця сцени) — Одеська кіностудія, реж. К. Муратова
- 2007 — «Біля річки» (т/с, Тамара Петрівна, головна роль) — Одеська кіностудія, реж Єва Нейман
- 2009 — «Мелодія для катеринки» (Мила, головна роль) — «СОТА Сінема Груп», реж. К. Муратова

### Озвучування
- «Оленка і солдат» / рос. «Алёнушка и солдат» (1974, мультфільм; Оленка)
- «Безхатні домовики» (1981, мультфільм; Оленка)
- «Куди зник Фоменко?» (1981, швачка; роль Ніни Усатової (немає в титрах)
- «Риб'яча упряжка» (1982, мультфільм; ворона)
- «Героїчна пастораль» (1983, Польща; Худзіна)
- «Мартинко» (1987, мультфільм; служниця)
- «Карпуша» (1988, мультфільм; Корова)
- «Сивий ведмідь» (1988, мультфільм; травниця / ведмедиця)
- рос. «Кому повем печаль мою?..» (1988, мультфільм)
- «Музичний магазинчик» (1989, мультфільм; муха)
- «Моя любов» (2006, мультфільм)
- «Жила-була Муха» (2008, мультфільм)